# COMPILE◯
Compile Maru Co., Ltd. (株式会社コンパイル丸 Kabushiki gaisha Konpairu Maru?), estilizado como COMPILE◯ (コンパイル〇?),  es una desarrolladora de videojuegos japonesa fundada en 2016 por Masamitsu Niitani (fundador de la antigua compañía Compile y creador del videojuego Puyo Puyo), como un nuevo emprendimiento.

## Historia
Niitani decide fundar COMPILE◯ con tal de publicar su nuevo desarrollo, Nyoki Nyoki, y como un nuevo emprendimiento tras la compañía que fundó anteriormente (Compile). 
En una entrevista con Fumio Kurokawa, Niitani habla sobre el éxito de Puyo Puyo y cómo un juego potencialmente a la par con Tetris hizo crecer a la compañía que fundó en 1982. Menciona también que «El espíritu empresarial es "pero yo", y no hay objetivos» y «La gente común solo conoce tácticas», criticando a las grandes compañías y sus objetivos comerciales. También menciona que «la oportunidad de iniciar un negocio es en solitario o en una empresa», lo que lo llevó a crear su propia compañía, Compile, espíritu que mantendría a lo largo de su vida al fundar COMPILE◯ y desarrollar Nyoki Nyoki.

## Desarrollos
- Nyoki Nyoki: Tabidachi Hen, videojuego de puzle basado en Pochi y Nyaa, para la Nintendo 3DS
- Dominon (どみのん?), videojuego similar a Puyo Puyo pero con dominoes, disponible para descarga en Project EGG